# Усманова (деревня)
Усманова (тат. Госман) — деревня, входящая в состав Усть-Багарякского се́льского поселе́ния Кунашакского района Челябинской области.

## География
Расположена в северной части района, у границы со Свердловской области на берегу реки Багаряк. Расстояние до Кунашака — 67 км.

## История
Деревня основана около 1685 мещеряками и тептярями из Уфимского уезда. Названа в честь Асмана Байтакты из команды Ильтебана Степанова и Марзагула Исенбаева".

## Население
| 2002 | 2010 |
| ---- | ---- |
| 103  | ↘100 |

(в 1956—816, в 1959—865, в 1970—647, в 1995—133)

## Улицы
- Улица К.Маркса
- Кабанская улица
- Клубная улица
- Ключевая улица
- Улица Котовского
- Нагорная улица
- Улица Ударников
- Улица Фрунзе
- Школьная улица